# Kamengrad (obitelj Kremenko)
Kamengrad je naziv za izmišljeni grad iz crtanog serijala Obitelj Kremenko.
Premda je u prvoj epizodi opisan kao grad sa samo 2 500 stanovnika, više asocira na američki grad srednje veličine. Ima TV stanice, bolnicu, zračnu luku, kuglanu, drive in kino itd.
Klima nije određena. Zbog palmi se grad svrštava u topli klimatski pojas, ali tijekom Božića pada snijeg.